# Tolmerus bolgaricus
Tolmerus bolgaricus là một loài ruồi trong họ Asilidae. Tolmerus bolgaricus được Lehr miêu tả năm 1981. Loài này phân bố ở vùng Cổ Bắc giới.